# Kaplica cmentarna Wszystkich Świętych w Namysłowie
Kaplica cmentarna Wszystkich Świętych – rzymskokatolicka kaplica w Namysłowie. Należy do Parafii Świętych Apostołów Piotra i Pawła w Namysłowie w dekanacie Namysłów wschód, archidiecezji wrocławskiej.

## Historia kościoła
Kaplica została wybudowana około 1907 roku. Znajduje się na cmentarzu komunalnym przy ulicy Jana Pawła II. Wewnątrz świątyni pochowany został w styczniu 1946 r. Tomasz Nowacki - pierwszy powojenny starosta namysłowski.

## Literatura
- Kronika parafii rzymskokatolickiej pw. św. Ap. Piotra i Pawła w Namysłowie 1946-1961 (red. T. Wincewicz), Namysłów 2009, ISBN 978-83-60537-18-3
- Katalog zabytków sztuki w Polsce, t. VII, Województwo opolskie (red. T. Chrzanowski, M. Kornecki), zeszyt 7 (powiat namysłowski), Warszawa 1965.